# Thornford (stacja kolejowa)
Thornford – stacja kolejowa we wsi Thornford w hrabstwie Dorset, na linii Heart of Wessex z Bristolu do Weymouth.

## Ruch pasażerski
Ze stacji korzysta ok. 2 366 pasażerów rocznie (dane za rok 2021/2022). Posiada bezpośrednie połączenia z Bristolem, Bath Spa i  Weymouth. Pociągi odjeżdżają ze stacji w odstępach dwugodzinnych w każdą stronę.

## Obsługa pasażerów
Stacja nie dysponuje parkingiem samochodowym ani rowerowym.